# Vierzeiler
Ein Vierzeiler (auch Quartett, Quartine, Quatrain oder selten Tetrastichon) ist in der Verslehre eine aus vier Versen bestehende Strophen- oder Gedichtform.
Der Vierzeiler ist mit seinen zahlreichen Sonderformen die häufigste Strophenform überhaupt. Die vierzeiligen Reimschemata sind dementsprechend auch sämtlich sehr verbreitet. Die drei wichtigsten sind dabei der Paarreim [aabb], der Kreuzreim [abab] und der umarmende Reim [abba]. Bei den durch Aufteilung zweier Langzeilen auf vier Verszeilen entstandenen Strophenformen ist das entsprechende Schema [xaxa] dadurch ebenfalls häufig. Hier entsprechen den beiden Waisenzeilen (x) die reimlosen Anverse der Langzeile und dem Reimpaar des zweiten und vierten Verses die gereimten Abverse. Häufig ist hier bei der gleichen Form Wechsel bzw. Ambivalenz von [xaxa] und Kreuzreim [abab].
Seltener sind die reimlosen Formen [xxxx] und Formen mit gleichem Reim [aaaa].
Als spezifische Formen sind zu nennen:
- in der antiken griechischen Dichtung die verschiedenen Formen der Asklepiadeischen Strophe, sowie die Glykoneische und die Sapphische Strophe,
- in der lateinischen Dichtung der Spätantike und des frühen Mittelalters die Ambrosianische Hymnenstrophe und die Paarreimstrophe,
- in der keltischen Dichtung die walisischen Formen Awdl-gywydd, Byr-a-thoddaid und Toddaid, sowie die irischen Formen Ae Freislighe, Casbairdne, Deibhidhe, Freislighe, Rionnaird-tri-nard, Séadna und Sneadhbhairdne,
- in der englischen Dichtung Chevy-Chase-Strophe und Common measure,
- in der französischen Dichtung Contrerime,
- in der spanischen Dichtung Redondilla und
- in der persischen Dichtung Rubāʿī.

In der mittelhochdeutschen Dichtung sind zu nennen Reimpaarstrophe und Otfridstrophe und als regionale Formen in Süddeutschland und Österreich Gstanzl und Schnaderhüpfel.

## Vierzeiler in der deutschen Dichtung
Wie gesagt, ist der Vierzeiler die häufigste Strophenform im Deutschen: sowohl, was die verschiedenen Unterformen, als auch was die Zahl der Gedichte anbelangt. Von den bei Frank aufgeführten Formen sind 42 % vierzeilig, und von den untersuchten Gedichten sind es 60 %. Frank behandelt 126 unterschiedliche Formen und bei Schlawe sind 1205 metrische Varianten aufgeführt.
Um in dieser Vielfalt von Formen eine gewisse Übersicht herzustellen, werden diese zunächst nach der Zahl der Hebungen unterschieden. Bei den relativen Häufigkeiten ergibt sich unter Berücksichtigung der Häufigkeit der jeweiligen Formen folgendes Bild:
| Hebungen       | 2   | 3    | 4    | 5    | 6   | 7   | 8   |
| Häufigkeit (%) | 2,3 | 21,9 | 50,3 | 21,4 | 3,6 | 0,1 | 0,4 |

Wie man sieht, ist die Verteilung sehr ungleichmäßig. Während die Hälfte aller Vierzeiler vierhebig und jeweils ein Fünftel drei- oder fünfhebig sind, ist nur jeder Tausendste siebenhebig.
Bei den Reimschemata dominieren:
- die sich aus Langzeile herleitenden Reimform xaxa und Kreuzreim abab (41,7 %),
- gefolgt vom Paarreim aabb, wobei es einer über den Reim hinausgehenden Bindung bedarf, da sonst der Vierzeiler in zwei Reimpaare zerfällt (31,9 %), und schließlich
- der umarmende Reim abba, seltener und eher in der Kunstdichtung anzutreffen (20,9 %).

Noch seltener sind der durchgängige Reim aaaa (1,1 %) und der reimlose Vierzeiler xxxx (4,4 %). Zur Gruppe der reimlosen Vierzeiler gehören auch die Nachbildungen antiker Formen wie etwas der Sapphischen Strophe.
Im Folgenden sollen die häufigsten Strophenformen nach Zahl ihrer Hebungen gruppiert an Beispielen dargestellt werden:

### Zweiheber
Zweihebige Vierzeiler sind insgesamt relativ selten und zeigen darüber hinaus durch das Reimschema abab/xaxa fast alle ihre Nähe zur Langzeile an, was bei einer der häufigeren Formen noch zusätzlich durch die Fortführung des daktylischen Rhythmus über das Versende hinaus deutlich wird. So mehrfach bei Brentano, als Beispiel:
| Die Klage, sie wecket Den Toten nicht auf, Die Liebe nur decket Den Vorhang Dir auf. […] | ◡—◡—◡ —◡— ◡—◡—◡ —◡— |

### Dreiheber
Zu den dreihebigen Vierzeilern gehört die nach Frank zweithäufigste deutsche Strophenform aus kreuzgereimten jambischen Dreihebern mit abwechselnd weiblichem und männlichem Versschluss. Ein allgemein bekanntes Beispiel ist Wilhelm Müllers Am Brunnen vor dem Tore:
| Am Brunnen vor dem Thore Da steht ein Lindenbaum: Ich träumt’ in seinem Schatten So manchen süßen Traum. […] | ◡—◡—◡—◡ —◡—◡— ◡—◡—◡—◡ —◡—◡— |

Ein weiteres sehr bekanntes Beispiel für die Form ist Es war ein König in Thule von Goethe:
Es war ein König in Thule,

Gar treu bis an das Grab,

Dem sterbend seine Buhle

Einen goldnen Becher gab. […]
Historisch lässt sich diese Form von Hildebrandston und Heunenweise ableiten.
Das trochäische Analogon mit ebenfalls wechselnder Kadenz und Kreuzreim 
—◡—◡—◡

—◡—◡—

—◡—◡—◡

—◡—◡—
ist zwar das Schema einiger bekannter neueren (Kinder-)Lieder, wie etwa Alle meine Entchen und Spannenlanger Hansel, insgesamt aber deutlich seltener als der Vierzeiler mit jambischen Dreihebern. Einigermaßen populär wurde die Form erst durch das Lied des Knaben Walter in der ersten Szene von Schillers Wilhelm Tell:
Mit dem Pfeil, dem Bogen

Durch Gebirg und Tal

Kommt der Schütz gezogen

Früh am Morgenstrahl.
Weitere, seltenere Varianten der jambischen Form sind:
| Vierzeiler mit umgekehrt erst männlicher und dann weiblicher Kadenz und Kreuzreim | Vierzeiler aus akatalektischen Dreihebern mit durchgängig männlichem Versschluss, meist mit Kreuzreim | Vierzeiler aus hyperkatalektischen Dreihebern mit durchgängig weiblichem Versschluss                             |
| ◡—◡—◡— ◡—◡—◡—◡ —◡—◡— ◡—◡—◡—◡                                                      | ◡—◡—◡— ◡—◡—◡— ◡—◡—◡— ◡—◡—◡—                                                                           | ◡—◡—◡—◡ —◡—◡—◡ —◡—◡—◡ —◡—◡—◡                                                                                     |
| Justinus Kerner Sehnsucht; Friedrich Hebbel Winterreise                           | Eduard Mörike Früh im Wagen                                                                           | mit Paarreim: Paul Gerhardt Wach auf, mein Herz, und singe; mit Kreuzreim: Theodor Storm Wir saßen vor der Sonne |

### Vierheber
Die häufigste deutsche Strophenform überhaupt ist der Vierzeiler aus vollständigen jambischen Vierhebern mit Paarreim:
◡—◡—◡—◡—

◡—◡—◡—◡—

◡—◡—◡—◡—

◡—◡—◡—◡—
Frank zufolge beruht die scheinbare Dominanz dieser schlichten Form allerdings vor allem auf der Beliebtheit in der frühen Neuzeit, mit knapp 25 % für die Zeit vor 1600 und dann stetig fallendem Anteil mit etwa 2–3 % in der Zeit nach 1830.
Die Form leitet sich her von der spätantiken ambrosianischen Hymnenstrophe, erscheint dann im deutschen Kirchenlied des 14. und 15. Jahrhunderts. Dominant wird sie dann in der Zeit der Reformation mit Luther, der hier sowohl durch eigene Lieddichtungen als auch durch Übersetzung altkirchlicher Hymnen (Der du bist drei in Ewigkeit / O lux beata trinitas; Christum wir sollen loben schon / A solus ortus cardine) das Beispiel gab. Am bekanntesten ist wohl Luthers Weihnachtslied
Vom Himmel hoch, da komm ich her:
Vom Himmel hoch, da komm ich her.

Ich bring’ euch gute neue Mär,

Der guten Mär bring ich so viel,

Davon ich singn und sagen will.